# Матусевич Олександр Борисович
Олександр Борисович Матусевич (нар. 20 березня 1974, с. Старий Мізунь, Долинський район, Івано-Франківська область) — український політик, народний депутат України 9-го скликання.

## Життєпис
З 1991 по 1996 рік навчався у Львівському лісотехнічному інституті (спеціальність «Інженер лісового господарства»).
З 2014 року працює директором державного підприємства «Вигодське лісове господарство».
Депутат Івано-Франківської обласної ради 7-го скликання від партії «УКРОП». Заступник голови комісії облради з питань екології та раціонального природокористування.
Кандидат у народні депутати від партії «Слуга народу» на парламентських виборах у 2019 році (виборчий округ № 86, м. Болехів з населеними пунктами Болехівської міської ради, Долинський, Рожнятівський райони, частина Богородчанського району). На час виборів: директор ДП «Вигодське лісове господарство», безпартійний. Проживає в с. Пациків Долинського району Івано-Франківської області.
Член Комітету Верховної Ради з питань аграрної та земельної політики.
За даними ЗМІ, входить до групи Коломойського. Ігор Фріс та Олександр Матусевич пропонували у справах про конфіскацію необгрунтованих активів не арештовувати інші активи відповідача, якщо неможливо заарештувати необґрунтовані активи[джерело?].

## Скандали
22 липня 2025 року проголосував за проєкт закону 12414, що обмежує Національне антикорупційне бюро України та Спеціалізовану антикорупційну прокуратуру. Закон викликав хвилю антикорупційних протестів.